# Giuseppe Bianchi (ingegnere)
Giuseppe Bianchi (Imola, 26 agosto 1888 – Milano, 20 luglio 1969) è stato un ingegnere italiano.
Dirigente delle Ferrovie dello Stato italiane tra il 1913 e il 1946 e poi delle Ferrovie Nord Milano, ebbe un ruolo di primo piano nell'affermazione definitiva della trazione elettrica ferroviaria in Italia.

## Biografia
Nato a Imola il 26 agosto 1888, si laureò in ingegneria meccanica elettrotecnica a Torino nel 1912.
Assunto dalle Ferrovie dello Stato, venne dapprima assegnato all'Unità speciale di elettrificazione di Roma.
Nel 1920 venne trasferito all'Ufficio studi locomotive elettriche del Servizio Materiale e Trazione, che aveva e ha (sotto altra denominazione) sede a Firenze, divenendone il direttore nel 1930. Costituito il Consiglio Nazionale delle Ricerche fu chiamato a far parte del suo Comitato per l'ingegneria.
Benché Bianchi si sia distinto per progetti di locomotive a vapore di grandi prestazioni (come le tre varianti del progettato gruppo 695 delle Ferrovie dello Stato, poi non realizzato a vantaggio del gruppo 691 ottenuto come ricostruzione del gruppo 690), la sua opera è centrale per il passaggio dalla trazione a vapore a quella elettrica.
Già durante la prima parte della sua carriera aveva contribuito a migliorare locomotive elettriche del sistema a corrente alternata trifase (3,6 kV, 16,7 Hz), e successivamente diresse la progettazione di nuovi tipi di locomotive: i gruppi E.432 ed E.554. Inoltre introdusse importanti migliorie sulle E.333.
Successivamente, evidenziatisi i limiti di quel sistema di trazione (le locomotive E.470, E.472, E.570, progettate dal suo ufficio, ed E.471 progettate da Kálmán Kandó e costruite dalla Nicola Romeo costituirono gli ultimi tentativi di prolungarne l'esistenza) e dopo avere esaminato le possibilità offerte dal sistema a corrente continua 3 kV, che aveva avuto ottimi risultati negli Stati Uniti d'America, si concentrò sullo sviluppo di quest'ultimo.
Dal 1924 circa Bianchi contribuì in maniera significativa alla progettazione delle prime locomotive e automotrici alimentate in corrente continua ad alta tensione (3 kV c.c.) introdotte in Italia. In particolare l'ufficio da lui diretto lavorò sui gruppi E.326, E.626, E.428 ed E.424. Quest'ultimo non fu costruito, ma a partire dal 1943 venne introdotto un gruppo omonimo progettato dal suo successore Alfredo D'Arbela.
Diresse anche lo studio di una locomotiva elettrica da manovra, la E.422, e di una gigantesca locomotiva doppia chiaramente ispirata alle Ae 8/14 delle Ferrovie federali svizzere. Nessuna delle due fu mai costruita.
La storiografia più accreditata ritiene che il cambiamento dei vertici delle Ferrovie dello Stato, successivo alla presa del potere da parte del fascismo, possa avere contribuito a vincere le resistenze interne alle Ferrovie dello Stato relativamente all'introduzione del sistema a corrente continua. Peraltro Bianchi aveva sempre rifiutato d'iscriversi al partito fascista, e venne sempre visto come un elemento di disturbo anche se non si ha notizia di una sua opposizione esplicita al regime. Pertanto il fallimento iniziale dei suoi tentativi di raggiungere le alte velocità con le sue locomotive e con gli elettrotreni ETR 200 permise ai suoi oppositori politici e industriali di farlo rimuovere dall'incarico nel 1937. Fu sostituito da Cesare Carli.
Si trasferì alle Ferrovie Nord Milano, dove seguì il progetto dell'elettrificazione integrale della rete, rimanendovi fino al pensionamento a eccezione di un breve ritorno nelle FS tra il 1945 e il 1946.
Giuseppe Bianchi morì a Milano il 20 luglio 1969.

## L'opera

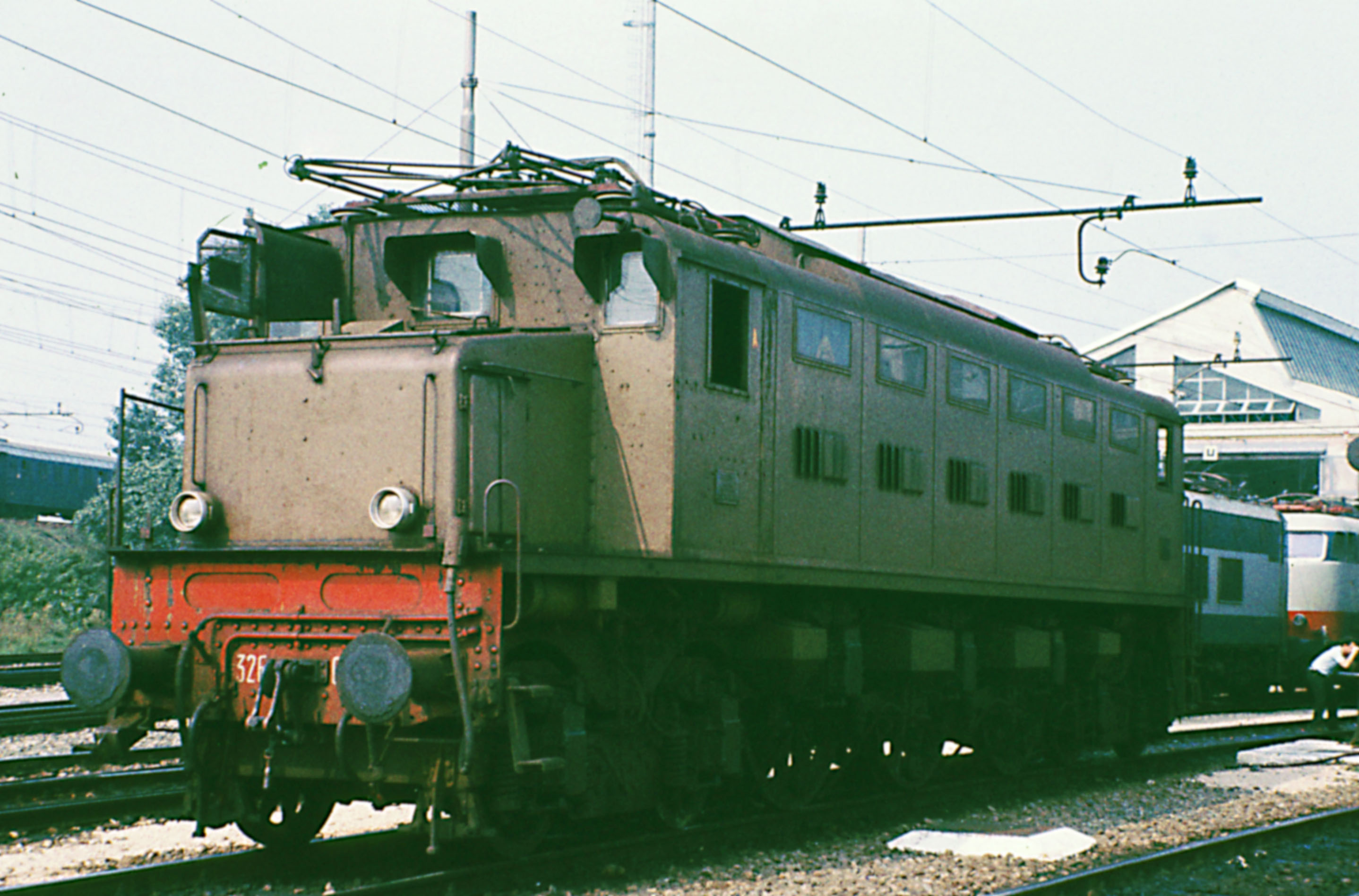
Uno dei 12 locomotori E326 costruiti, con la tipica "linea Bianchi" ad avancorpi estremi. Foto: Sandro Baldi

Nella prima metà del Novecento tutte le principali aziende ferroviarie europee ed extraeuropee tendevano a una crescente unificazione delle componenti meccaniche ed elettriche delle locomotive e dei veicoli al fine di raggiungere significative economie di scala.
Bianchi e collaboratori s'inserirono in questa linea progettuale, che il Servizio Materiale e Trazione aveva perseguito fin da quando, nel 1905, aveva riscattato dalle preesistenti amministrazioni ferroviarie un parco molto eterogeneo, la cui gestione e manutenzione erano di conseguenza assai onerose.
Pertanto, fin dal 1926 circa, Bianchi e collaboratori, essendo ormai certi che lo sviluppo della trazione elettrica sulla rete FS sarebbe stato affidato al sistema a corrente continua ad alta tensione, studiarono quattro tipi di locomotive da treno, a cui ne aggiunsero poi una da manovra, alle quali affidare tutti i tipi di servizio.
I servizi da espletare erano quattro:
- treni viaggiatori veloci e con poche fermate tra i capilinea (diretti, direttissimi e rapidi). Per esso fu progettato il gruppo E.326;
- treni viaggiatori veloci e con poche fermate tra i capilinea ma con maggior massa trainata, e treni merci veloci. Per esso fu progettato il gruppo E.428.
- treni viaggiatori locali (accelerati, dal 1992 regionali) e treni merci con molte fermate. Per esso fu progettato il gruppo E.626.
- treni viaggiatori e merci leggeri. Per esso fu progettato il gruppo E.424, poi non realizzato. Il gruppo E.424 entrato in servizio dal 1943 fu studiato "ex novo" come semplificazione del gruppo E.636.

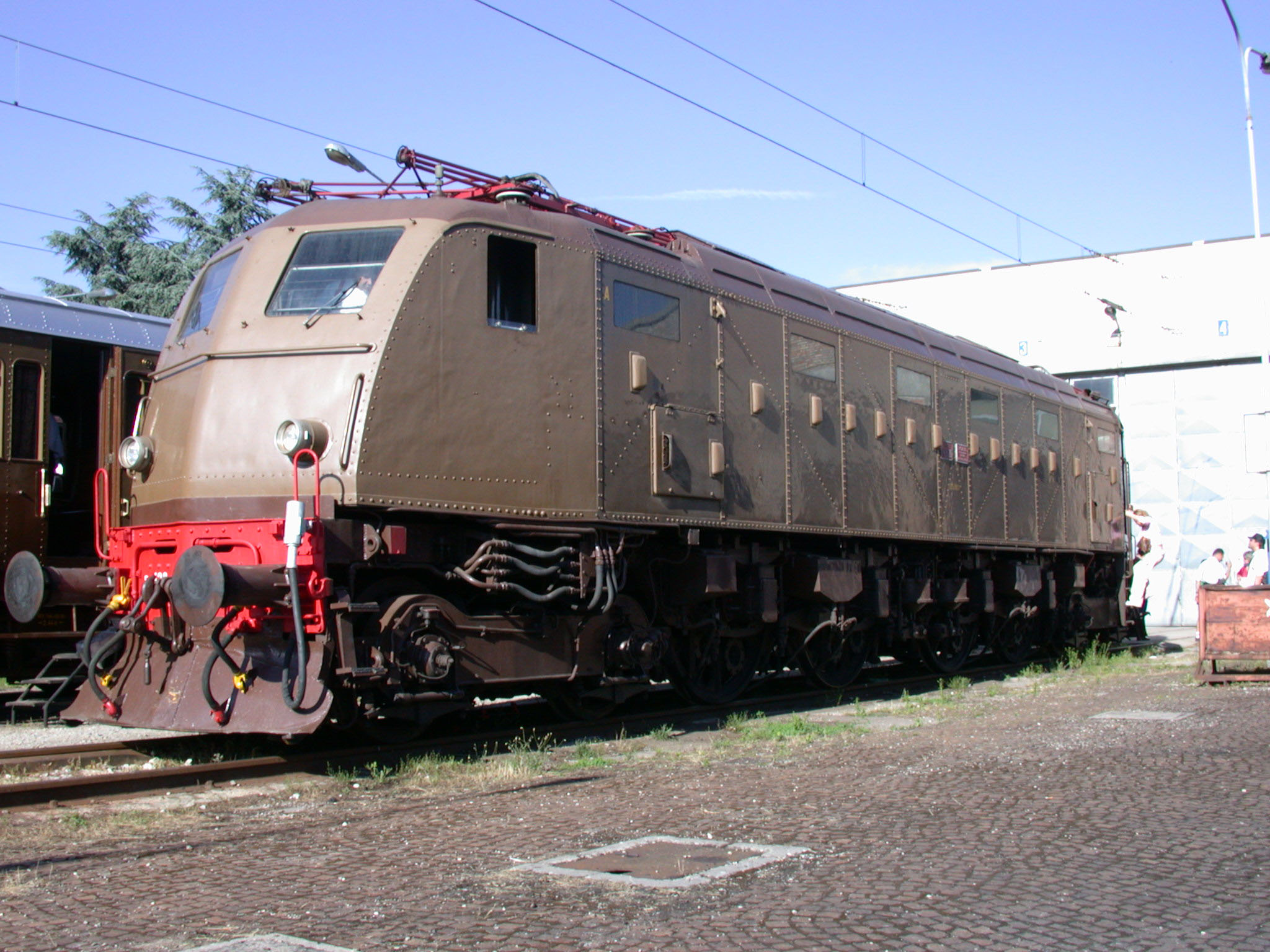
Locomotiva E.428.226 al D.L. di Rimini. Foto: Sandro Baldi, 2004

Fedele al principio che, durante un convegno, sintetizzò nella massima "i componenti che danno meno fastidi sono quelli che non ci sono", Bianchi insieme ai collaboratori ritenne che tutte le parti delle locomotive avrebbero dovuto essere semplificate nella loro progettazione e unificate tra le diverse famiglie di mezzi per ridurre i tempi di reperimento dei ricambi e conseguentemente aumentare l'affidabilità.
Queste linee guida rappresentano una filosofia concettualmente molto prossima a quelle che dagli anni cinquanta si diffusero nell'industria di massa con il nome di "Design for maintenance" e "Reliable system design".
La configurazione complessiva, con un unico telaio e ruote anche di grande diametro, era evidentemente debitrice di quelle delle locomotive a vapore e d delle locomotive elettriche trifasi.
L'attività di Bianchi gettò le basi per il lavoro futuro dell'ingegner Alfredo d'Arbela e collaboratori sulle E.636 ed E.424.

## Un giudizio di Riccardo Bianchi
Nella trascrizione dell'interrogatorio in seduta plenaria (10-14 dicembre 1915) di Riccardo Bianchi della commissione Chimirri si legge: “Da uno studio fatto dal valentissimo ingegnere che occupa meritatamente ed ancor in giovane età un elevato posto alla testa del servizio della Trazione, ho potuto constatare – pur accettando solo in parte alcune delle ipotesi favorevoli enunciate – che i vantaggi indiretti inerenti all'impianto della trazione elettrica (senza contare l'utile del rimandare le spese pel raddoppiamento delle linee) si possono valutare al 50 % in più delle economie che dal carbone a lire 30 p. T. si
vengono a conseguire, con l'energia a 4 cent. per chilowattora.”
L'anonimo citato era certamente Giuseppe Bianchi che, essendo nato il 26 agosto 1888, nel 1915 aveva 27 anni.